# Рушійне сопло

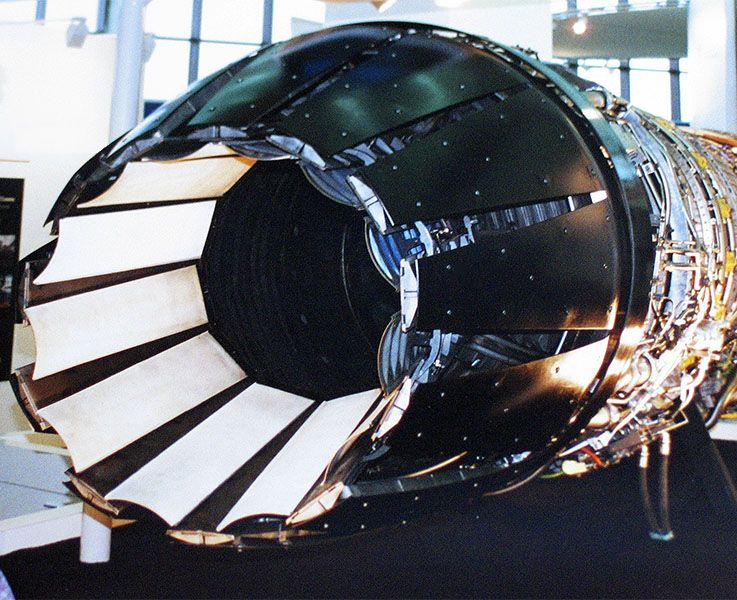
Сопло векторизованої тяги

Рушійне сопло — сопло, яке перетворює внутрішню енергію робочого газу в рушійну силу; саме сопло, яке утворює струмінь, відокремлює газову турбіну або газогенератор від реактивного двигуна.
Рушливі сопла прискорюють доступний газ до дозвукових, трансзвукових або надзвукових швидкостей залежно від налаштування потужності двигуна, їх внутрішньої форми та тиску на вході в сопло та на виході з нього. Внутрішня форма може бути конвергентною або конвергентно-розбіжною (CD). Форсунки CD можуть розганяти струмінь до надзвукових швидкостей в межах розбіжної секції, тоді як конвергентні форсунки не можуть розганяти струмінь вище звукової швидкості.
Рушливі сопла можуть мати фіксовану геометрію або вони можуть мати змінну геометрію, щоб створити різні зони виходу для керування роботою двигуна, якщо він обладнаний камерою допалювання або системою повторного підігріву. Якщо двигуни з дожигом оснащені форсункою CD, площа горловини є змінною. Сопла для надзвукових швидкостей польоту, при яких генеруються високі коефіцієнти тиску сопла, також мають розходяться ділянки змінної площі. Турбореактивні двигуни можуть мати додаткове та окреме рушійне сопло, яке додатково прискорює перепускне повітря.
Форсунки також діють як обмежувачі, наслідки яких є важливим аспектом конструкції двигуна. 

## Принципи роботи
- Форсунка працює відповідно до ефекту Вентурі, щоб привести вихлопні гази до навколишнього тиску, утворюючи з них рушійний струмінь; якщо тиск перед соплом достатньо високий, потік досягне звукової швидкості (дросель). Роль форсунки в протитиску двигуна пояснюється нижче.
- Енергія для прискорення потоку надходить від температури і тиску газу. Газ розширюється адіабатично з малими втратами і, отже, з високою ефективністю. Газ прискорюється до кінцевої швидкості на виході, яка залежить від тиску та температури на вході в сопло, тиску навколишнього середовища, до якого він виходить (якщо потік не заглушено), і ефективності розширення[5]. Ефективність є мірою втрат через тертя, неосьову розбіжність, а також витік у соплах CD[6].
- Повітряні двигуни створюють передню тягу на планер, передаючи чистий задній імпульс вихлопним газам. Якщо тяга перевищує опір літака, що рухається в повітрі, він прискориться. Струмінь може бути або не бути повністю розширеним.
- На деяких двигунах, обладнаних форсажною камерою, площа сопла змінюється в умовах без форсажу або сухої тяги. Зазвичай форсунка повністю відкрита для запуску та холостого ходу. Потім він може закритися, коли важіль тяги просувається вперед, досягаючи своєї мінімальної площі перед або на військовій або максимальній сухій тязі. Два приклади такого керування - General Electric J-79 [7] і Туманський РД-33 у МІГ-29[8]. Причини зміни площі сопла пояснюються в розділі: Контроль площі сопла під час сухої роботи.

## Види сопел

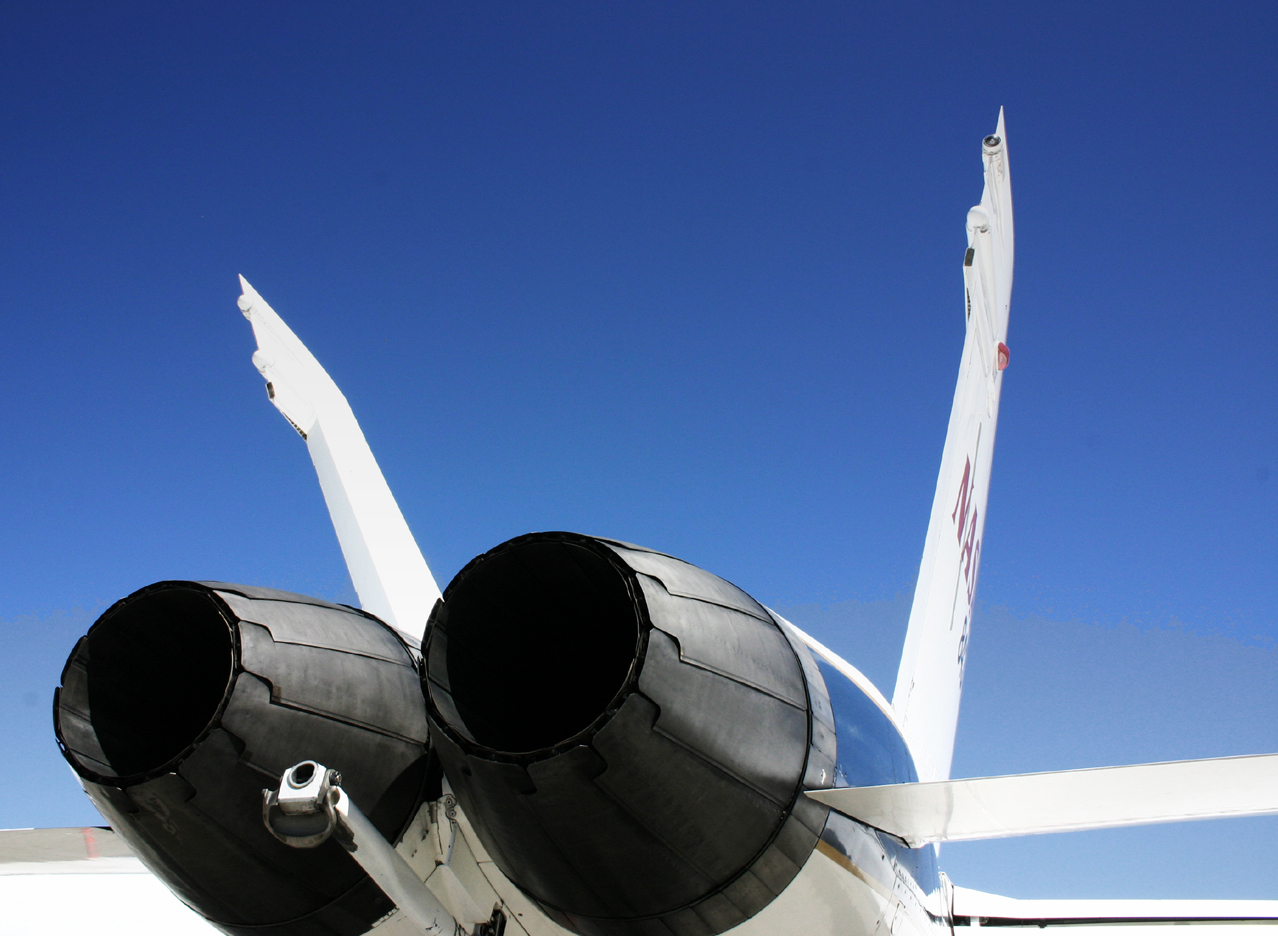
Змінна вихлопна форсунка на турбовентиляторі GE F404-400 з низьким байпасом, встановленому на Boeing F/A-18 Hornet.

Дозвукові двигуни без форсажу мають сопла фіксованого розміру, оскільки зміни продуктивності двигуна з висотою та дозвуковими швидкостями польоту прийнятні з фіксованим соплом. Але це не так на надзвукових швидкостях, як виконано в Конкордах.
З іншого боку, деякі цивільні турбовентилятори з високим коефіцієнтом байпасу контролюють робочу лінію вентилятора за допомогою конвергентно-розбіжного сопла з надзвичайно низьким (менше 1,01) коефіцієнтом площі байпасного (або змішаного) потоку вихлопних газів. На низьких швидкостях повітря таке налаштування змушує сопло діяти так, ніби воно має змінну геометрію, запобігаючи його задусінню та дозволяючи йому прискорювати та сповільнювати вихлопний газ, що наближається до горловини та розбіжної секції відповідно. Отже, зона виходу сопла контролює збіг вентилятора, який, будучи більшим за горловину, трохи відтягує робочу лінію вентилятора від імпульсу. На вищих швидкостях польоту стрибок у впускному отворі затискає горло і змушує зону сопла диктувати відповідність вентилятора; сопло, будучи меншим за вихід, змушує горловину злегка штовхати робочу лінію вентилятора в бік хвилі. Однак це не проблема, тому що запас перенапруги вентилятора набагато більший на високих швидкостях польоту.

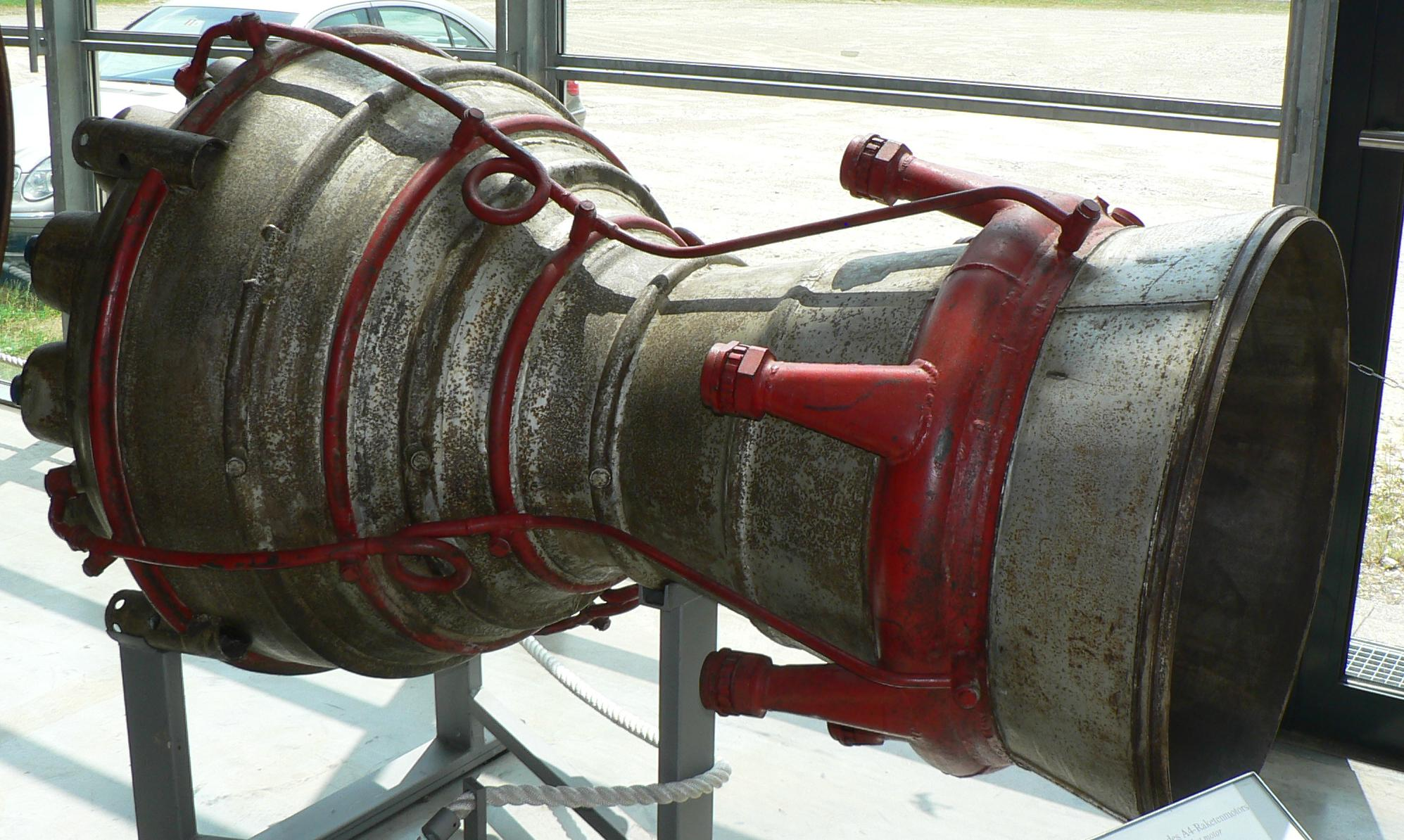
Ракетне сопло на V2.

У ракетних двигунах також використовуються конвергентно-розбіжні сопла, але вони зазвичай мають фіксовану геометрію, щоб мінімізувати вагу. Через високі коефіцієнти тиску, пов’язані з польотом ракети, конвергентно-розбіжні сопла ракетних двигунів мають набагато більше співвідношення площ (вихід/горло), ніж ті, що встановлені на реактивних двигунах.
У турбовентиляторних установках, які не потребують вторинного повітряного потоку, який накачується вихлопними газами двигуна, використовується сопло CD зі змінною геометрією. Ці двигуни не потребують зовнішнього охолоджувального повітря, необхідного для турбореактивних двигунів (корпус гарячої форсажної камери).
Розбіжне сопло може бути невід'ємною частиною пелюстки сопла форсажу, кутове розширення після горловини. Пелюстки рухаються вздовж вигнутих доріжок, а осьове переміщення та одночасне обертання збільшують площу горла для допалювання, тоді як задня частина стає розбіжністю з більшою площею виходу для більш повного розширення на вищих швидкостях. Прикладом є TF-30 (F-14).
Основні та вторинні пелюстки можуть бути з’єднані шарнірно разом і приводитися в дію за допомогою того самого механізму для забезпечення контролю форсажу та високого коефіцієнта розширення тиску сопла, як на EJ200 (Eurofighter). Інші приклади можна знайти на F-15, F-16, B-1B.